# San Cristóbal Amatlán
San Cristóbal Amatlán là một đô thị thuộc bang Oaxaca, México. Năm 2005, dân số của đô thị này là 3978 người.